# Opaliopsis concava
Opaliopsis concava är en snäckart som först beskrevs av Dall 1889.  Opaliopsis concava ingår i släktet Opaliopsis och familjen vindeltrappsnäckor. Inga underarter finns listade i Catalogue of Life.